# Vuelo 152 de Garuda Indonesia
El vuelo 152 de Garuda Indonesia era un vuelo programado de pasajeros entre Yakarta y Medan, operado por la aerolínea nacional Garuda Indonesia. El 26 de septiembre de 1997 el Airbus A300B4-220 que cubría esta ruta, con registro PK-GAI, en su aproximación final al aeropuerto internacional de Indonesia, se estrelló contra los bosques montañosos a 48 km (48 millas) de Medan durante la baja visibilidad causada por el humo de los incendios forestales; se informó de que la visibilidad era de 600-800 metros. Los 234 ocupantes de la aeronave fallecieron. El sitio del impacto se encontraba a 915 m s. n. m., cerca de la villa de Pancur Batu.
Fue el desastre aéreo más grave de 1997 y hasta la fecha, el accidente sigue siendo el más mortífero en la historia de Indonesia.

## Aeronave

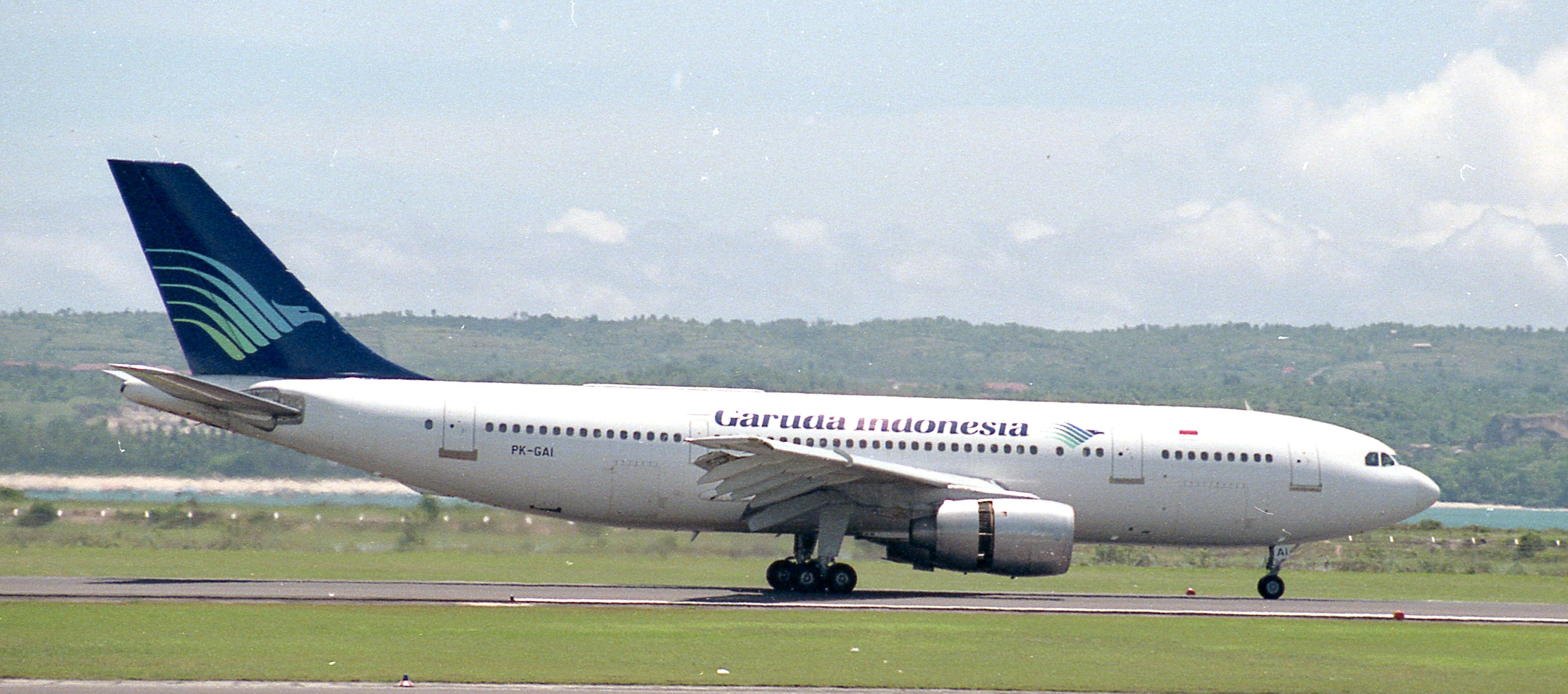
La aeronave en noviembre de 1988.

El avión era un Airbus A300B4 FFCC, o «concepto de tripulación orientada hacia adelante». El modelo FFCC es una versión modificada del A300B4 en la que se elimina la estación de ingeniero de vuelo, y los controles relevantes se simplifican y se reubican para colocarlos en el panel superior entre los dos pilotos. Esta disposición de control es similar a la serie Airbus A310, con la diferencia de que el FFCC conserva la mayor parte de la instrumentación de vuelo analógica del A300 original. El FFCC se desarrollaría posteriormente en la serie A300-600, en la que todos los elementos de la cabina de vuelo se llevan a los estándares del A310, incluida la adición de instrumentos electrónicos de vuelo. Los dos pilotos a bordo del vuelo del accidente estaban calificados para volar tanto en el modelo FFCC como en el modelo -600.

## Accidente
Aproximadamente a la 1:00 p. m., los controladores de tránsito aéreo en Medan autorizaron al vuelo 152 que efectuara una aproximación ILS a la pista 05 desde su rumbo en ese momento de 316 grados. La tripulación, comandada por el capitán Rahmo Wiyogo, de 42 años, piloto con más de 20 años de experiencia en Garuda Indonesia y más de 12,000 horas de vuelo, y el primer oficial Tata Zuwaldi, un exingeniero de vuelo que recientemente pasó a ser piloto, recibió instrucciones de girar a la izquierda estableciendo el rumbo a 240 grados para interceptar la baliza ILS. 120 segundos antes del impacto, se le pidió a la tripulación que girara más a la izquierda, a 215 grados, y que descendiera a 2000 pies. A la 1:30 p. m., Medan ordenó que el vuelo girara a la derecha al rumbo 046 para alinearse con la pista 05, y le pidió a la tripulación que informara en qué dirección viajaba el avión. Los controladores de tráfico aéreo se confundieron en cuanto a con qué avión estaban hablando; el vuelo 241 de Merpati Nusantara Airlines también estaba en el área en ese momento.
Más temprano ese día, otro vuelo 152, el vuelo 152 de Merpati Nusantara Airlines, fue manejado por el mismo controlador de tráfico aéreo. Esto llevó al controlador a decir erróneamente «Merpati uno cinco dos giro a la izquierda a rumbo 240 para interceptar la pista cero cinco desde el lado derecho». Como la identificación del vuelo era errónea, los pilotos de Garuda ignoraron estas instrucciones. El controlador, al no recibir una respuesta, preguntó a los pilotos si habían escuchado las instrucciones; esta vez se utilizó el distintivo de llamada correcto «Indonesia 152». El controlador luego repitió sus instrucciones, aunque no dijo que el vuelo se aproximaría al lado sur de la pista, o al lado derecho. Los pilotos creyeron que estaban volando desde el lado norte del aeropuerto, al igual que el enfoque en la tabla de aproximación que los pilotos estaban usando. Por lo tanto, cuando los pilotos recibieron instrucciones de girar a la derecha a un rumbo de 046 manteniendo 2000 pies para captar el localizador de ILS en la pista 05, por costumbre, o posiblemente debido a la tabla de aproximación, el capitán inició un giro a la izquierda al rumbo 046. El primer oficial se distrajo durante el giro y no se dio cuenta durante un tiempo de que el avión estaba girando a la izquierda. Cuando se dio cuenta, le dijo al capitán que estaba girando en el sentido equivocado, y el capitán le preguntó al controlador sobre la forma en que debían girar, y el controlador confirmó que debían girar a la derecha. Se llevó a cabo una conversación confusa sobre en qué dirección girar, y el controlador no tenía una imagen clara de lo que estaba haciendo el vuelo, debido a que el sistema de radar Medan tenía un tiempo de actualización de 12 segundos.

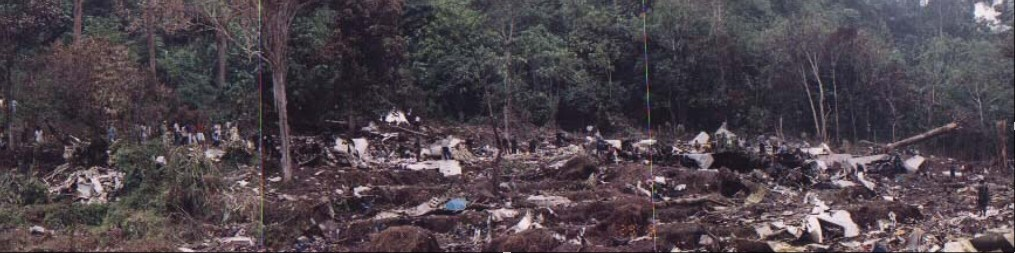
Vista de los escombros.

Sin una vista actualizada constante sobre el rumbo del vuelo, el controlador pensó que el avión continuaba girando hacia la derecha, cuando en realidad estaba girando a la izquierda y hacia terreno elevado. Durante este tiempo, el vuelo descendió a 2000 pies debido a que el capitán introdujo una altitud incorrecta de 1500 pies. Los pilotos no notaron esto debido a la poca visibilidad de la bruma del sudeste asiático de 1997. Cinco segundos antes del impacto inicial con los árboles, el primer oficial hizo un comentario sobre la altitud del avión. El registrador de datos de vuelo (FDR) registró aumentos en el tono y la potencia del motor, probablemente ordenados por la tripulación en un esfuerzo por corregir su altitud. Poco antes de que terminara la grabación, la grabadora de voz de la cabina del piloto registró el sonido del avión golpeando árboles, seguido de los gritos de los pilotos. El avión se estrelló contra el suelo a la 1:34 p. m., muriendo las 234 personas a bordo.

## Consecuencias
Garuda Indonesia ahora usa el número de vuelo GA186 en esta ruta, mientras que GA152 ahora se usa en la ruta Yakarta - Batam. La aerolínea utiliza aviones Boeing 737-800 para ambas rutas.

## Dramatización
Este accidente fue presentado en la decimoséptima temporada de la serie Mayday: catástrofes aéreas, en el episodio titulado «Giro mortal» en Hispanoamérica y «Giro letal» en España.